# Outeniquapas
De Outeniquapas, soms ook geschreven als Outeniekwapas, is een bergpas op de N12-rijksweg in de Zuid-Afrikaanse provincie West-Kaap. Het is een van de twee hoofdroutes over de Outeniquabergen die Outeniqualand verbinden met Oudtshoorn in de Kleine Karoo, Uniondale in de Langkloof en het binnenland. De pas is 14,5 km lang.

## Geschiedenis

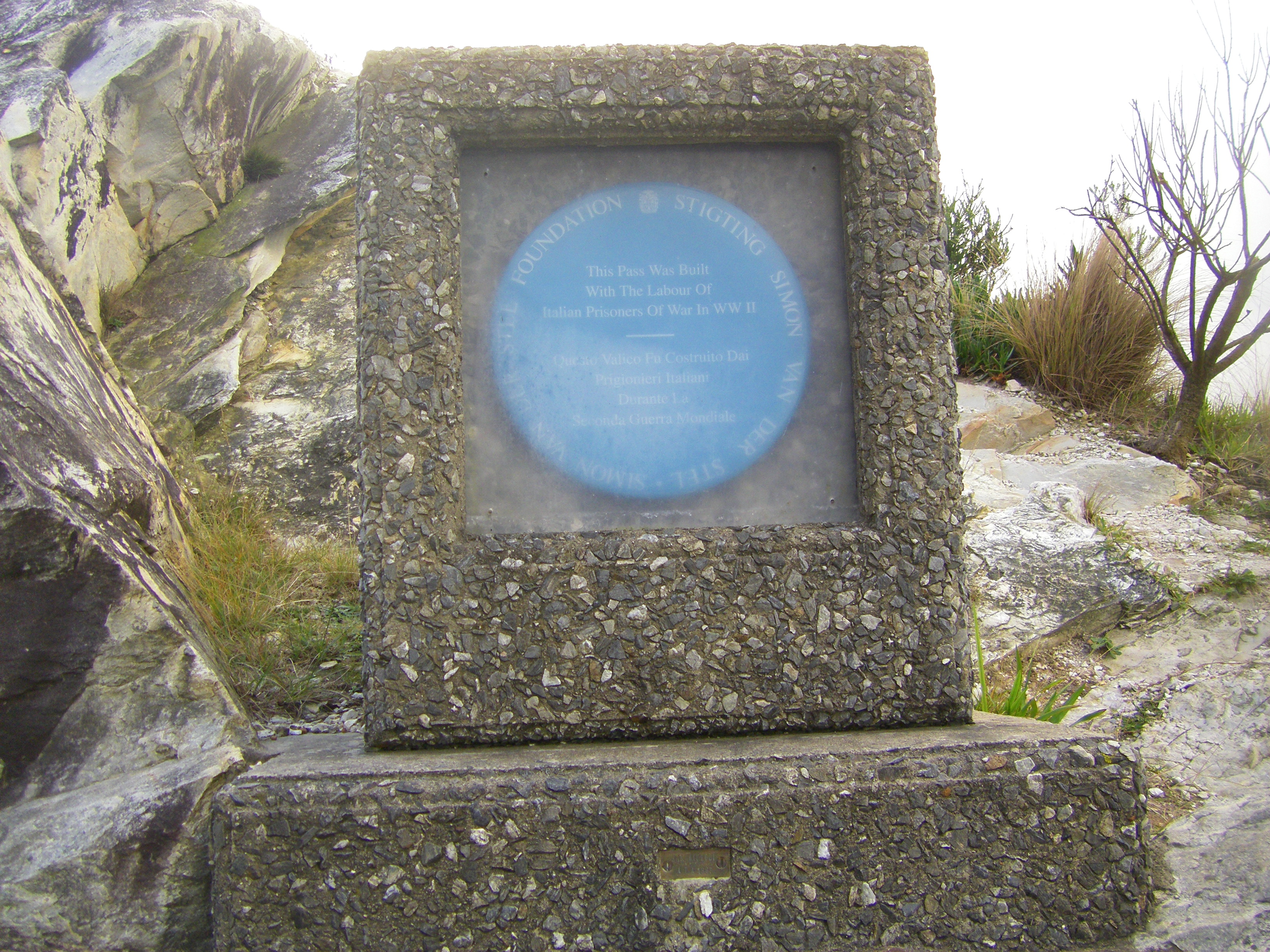
Gedenkteken voor de mensen die de Outeniquapas hebben helpen bouwen.

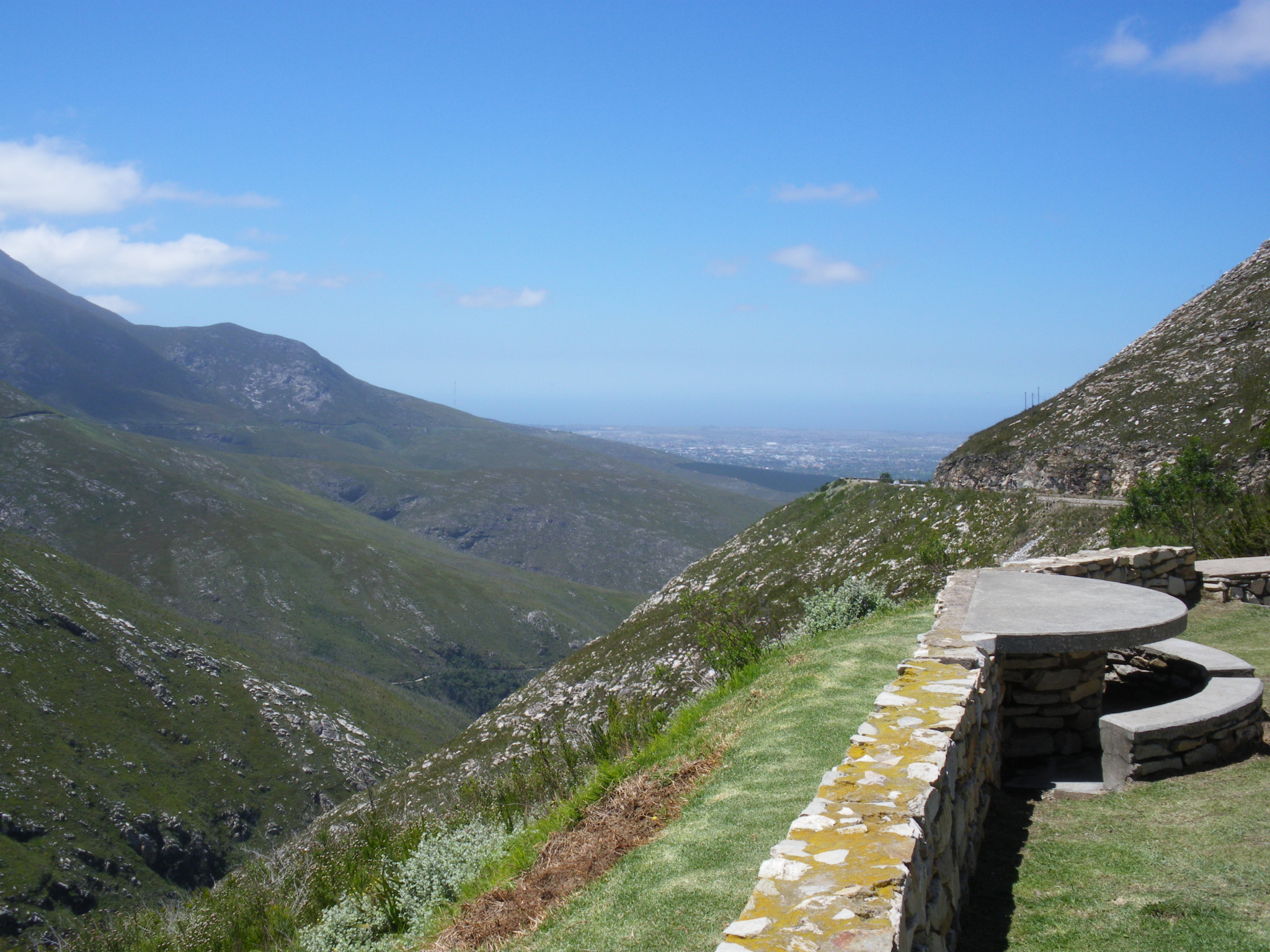
Uitzicht van de Outeniquapas naar de kant van George.

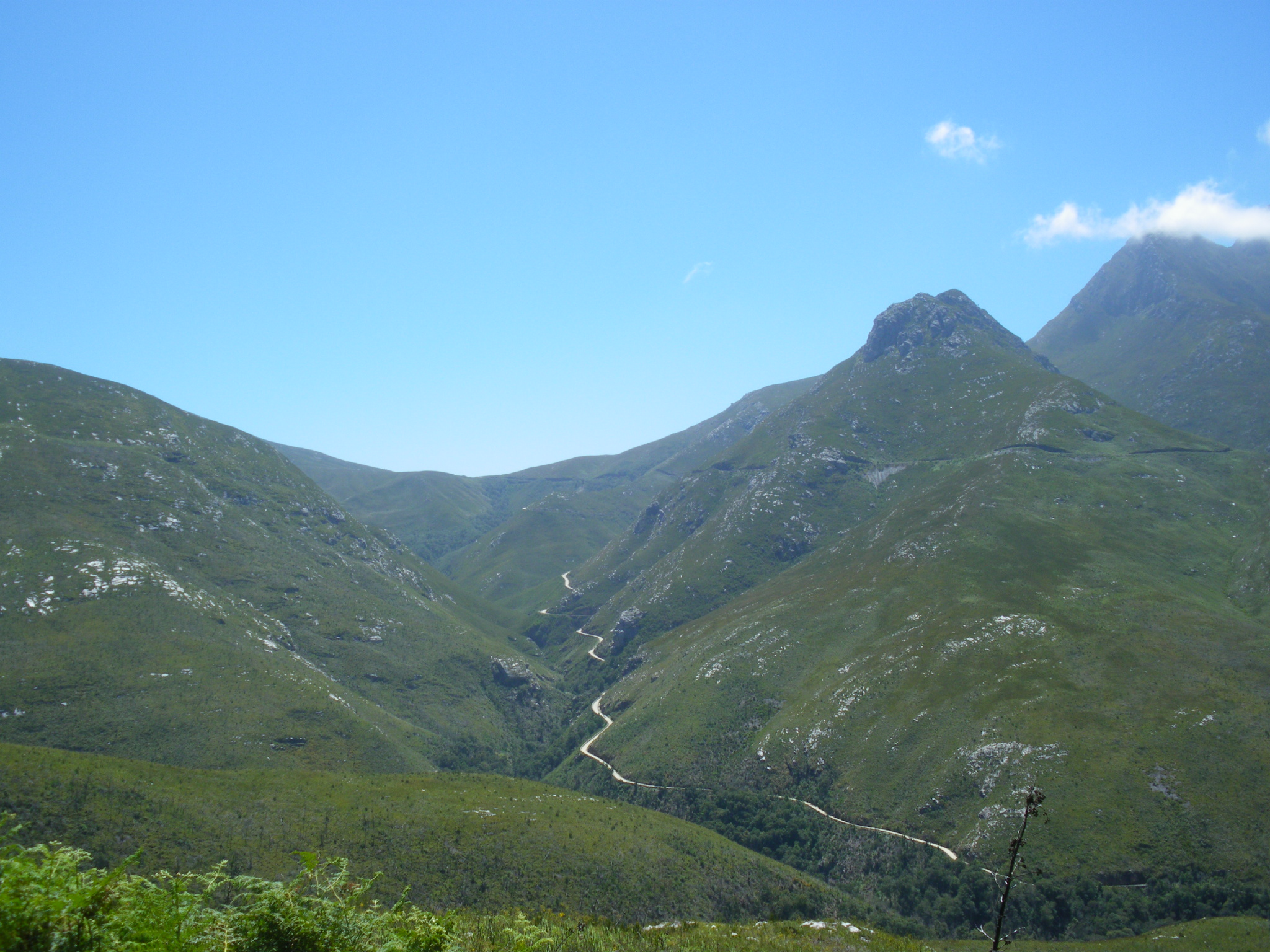
De Outeniquapas.

Wegens de groei van zowel George als Oudtshoorn en de ontwikkeling in de landelijke gebieden rondom beide plaatsen en de bijbehorende toename in gemotoriseerd verkeer voldeed de Montagupas niet meer aan de eisen.
De nieuwe pas werd ontworpen door ingenieur Pieter Agricola de Villiers, geboren in George, en gebouwd door zijn werkgever, de Nasionale Padraad, Zuid-Afrikaanse raad voor de wegenbouw. De Villiers eerder ook de Du Toitskloofpas tussen Worcester en de Paarl op de N1 ontworpen.
Het beschikbaar zijn van Italiaanse krijgsgevangen die iets te doen moesten hebben is waarschijnlijk de aanleiding geweest om aan het bouwproject te beginnen. In 1942 is er woongelegenheid neergezet. Over het aantal Italianen verschillen de bronnen. Sommige zeggen 800, andere noemen slechts 80. In 1943 is de bouw begonnen. Aanvankelijk is er alleen met de hand gewerkt. Omdat de rotsen erg hard waren vorderde het werk erg lamzaam. Vaak moesten er 25 boorgaten geboord worden om niet meer dan een meter te vorderen. Een aantal kilometers solide rotsen moesten opgeblazen worden en de kloven opgevuld.
Aan het begin van de oorlog toen de Asmogendheden nog aan de winnende hand waren, werd er door de gevangenen erg hard gewerkt, maar toen het tij gekeerd was, veranderde dat. Aan het einde van de oorlog werden zij gerepatrieerd en was het werk nog maar 10% voltooid. Hun plek werd ingenomen door een groep van 170 zwarte arbeiders. Daarnaast was er 70 man technisch en administratief personeel. De voltooiing van het werk begon moeizamer te verlopen en er werd een beroep gedaan op de inzet van mechanisatie. Het ingenieursbedrijf Clifford Harris kreeg de opdracht om het noordelijke deel bij Waboomskraal af te handelen. De totale kosten van de twaalf en een halve kilometer lange pas bedroegen 50.000 pond. De gemiddelde breedte van de weg was 10m en de maximale helling was 1:16. Daarmee kon gemotoriseerd verkeer het hoogste punt van 800 m boven zeeniveau gemakkelijk bereiken.
Op 20 september 1951 kon de minister van vervoer, Paul Sauer, de pas openen. Hiermee was een belangrijke verbinding van de kust naar het binnenland een feit.

## 1990 verbeteringen
In het midden van de  jaren 1990 zijn verdere ingrijpende verbeteringen aan de pas aangebracht. Op diverse plkken zijn extra rijstroken en parkeerplaatsen aangebracht. Vanaf de oostelijke helling van de pas krijgt de bezoeker een prachtig uitzicht op George en omgeving. Aan de kant van de Kleine Karoo leidt de weg door Waboomskraal naar een dal dat vooral bekend is voor zijn hopcultuur. Er is zelfs een variëteit van hop die Outeniqua genoemd wordt.